# Carah Faye Charnow
Carah Faye Charnow (Santa Barbara, 3 agosto 1984) è una cantante statunitense.
Ha raggiunto la popolarità nel 2006 come voce femminile della indie rock band Shiny Toy Guns, tra il 2008 e il 2011 è stata la cantante e frontwoman della band svedese the Versant e dal febbraio 2011 è, di nuovo, la voce femminile degli Shiny Toy Guns.

## Vita personale
Nata a Santa Barbara, si trasferisce con la famiglia nel 1989 a Newbury Park, California dove inizia a prendere lezioni di canto. Ancora adolescente entra a far parte del coro professionistico Fresh Chances for America facendone parte per cinque anni.
Terminati gli studi liceali, pur desiderando entrare nella scuola d'arte newyorkese Juilliard School, è iscritta al Moorpark College in California: in questo periodo farà parte di alcune band giovanili con, per sua stessa ammissione, poche possibilità di successo.
La svolta della sua carriera artistica è segnata dall'incontro con Jeremy Dawson, cofondatore assieme a Gregori Chad Petree della band Shiny Toy Guns: dopo aver inciso alcuni brani demo per il tastierista/compositore texano, questi le propone, nel 2004, di entrare nella neonata (2003) formazione musicale. Dopo quattro anni di successo, per ragioni non ancora chiarite, lascia gli S.T.G. e diventa la voce femminile del gruppo svedese The Versant: è del febbraio 2011 l'annuncio del ritorno nella band californiana ritorno che, secondo i piani poi non realizzatisi della cantante, non avrebbe dovuto chiudere l'esperienza svedese.
Ha detto di lei Jeremy Dawson: È nata per cantare ed esibirsi, era l'elemento che cercavamo: con lei possiamo parlare alla gente attraverso conversazioni poetiche tra un ragazzo ed una ragazza. Proprio quello che cercavamo...

## Carriera Musicale
- Shiny Toy Guns: con gli Shiny Toy Guns C.F.Charnow ha pubblicato nel 2006 l'album We Are Pilots ricevendo nel 2007 una nomination per il miglior album Electronic/Dance ai Grammy Award. Il 22 ottobre 2012 è stato pubblicato il terzo album della band III con il quale viene sancito il ritorno della cantante nel gruppo californiano.
- The Versant: con la formazione svedese ha pubblicato nel 2010 l'album Heartbeats composto di quattro tracce.

## Curiosità
- Carah Faye Charnow ha avuto come principale ispiratore della sua passione musicale il nonno materno Arnold Moselle il quale, durante la seconda guerra mondiale, ha fatto parte della banda The Nightingales. Nella sua pagina Myspace la cantante lo definisce: Il mio eroe
- Visto il contenuto del testo del primo singolo estratto da We are Pilots: Le Disko, dove si parla dell'impossibilità dell'amore tra una ragazza e un ragazzo, è stata diffusa, forse a scopo di pubblicità, la voce di una presunta omosessualità della cantante californiana, la quale al riguardo non si è pronunciata.
- Nel 2010 C.F.Charnow è convolata a nozze con il musicista svedese, membro del gruppo The Versant e dal 2011 del gruppo Shiny Toy Guns, Daniel Johansson dal quale si è separata nel maggio del 2012.
- Nell'anno di nascita della cantante (1984) è uscito nelle sale cinematografiche il film di fantascienza: Supergirl - La ragazza d'acciaio, in questa pellicola compaiono entrambi i suoi nomi: il personaggio protagonista Supergirl porta il nome di Kara mentre il personaggio antagonista Selena è interpretato dall'attrice statunitense Faye Dunaway.
- Tra i 5 e i 6 anni, la cantante statunitense ha subito la perdita dello zio in un incidente stradale causato dalla guida in stato di ebbrezza, in quella circostanza promise alla nonna che non avrebbe mai fatto uso di sostanze alcoliche: in un'intervista concessa nel 2012 al The Nick and Artie Show, C.F. Charnow ha dichiarato di aderire al movimento culturale Straight edge e di non avere mai assunto alcolici nella sua vita[1].
- C.F. Charnow ha diversi tatuaggi: in particolare, sugli avambracci destro e sinistro sono presenti le scritte Rock Togheter e Walk Togheter, citazione dell'omonima canzone della straight edge punk band 7 Seconds; sulla schiena è presente la scritta: How Will I Laugh Tomorrow When I Can't Even Smile Today che riprende invece il titolo del terzo album della punk band Suicidal Tendencies.